# ファザーノ
ファザーノ（イタリア語: Fasano）は、イタリア共和国プッリャ州ブリンディジ県にある、人口約40,000人の基礎自治体（コムーネ）。

## 地理

### 位置・広がり

#### 隣接コムーネ
隣接するコムーネは以下の通り。括弧内のBAはバーリ県所属を示す。
- アルベロベッロ (BA)
- チステルニーノ
- ロコロトンド (BA)
- モノーポリ (BA)
- オストゥーニ

## 行政

### 分離集落
ファザーノには、以下の分離集落（フラツィオーネ）がある。
- Pezze di Greco, Montalbano, Speziale, Torre Canne, Selva di Fasano, Savelletri, Laureto, Canale di Pirro, Pozzo Faceto, Torre Spaccata